# Летящие сквозь мгновенье
«Летя́щие сквозь мгнове́нье» — советская фантастическая повесть-буриме, опубликованная в журнале «Техника — молодёжи» в 1966—1967 годах. В написании приняли участие восемь известных тогда писателей-фантастов. Публиковалась в журнале в №№ 9—12 за 1966 год и 1—4 за 1967 год. Иллюстрации Р. Авотина.

## Условия игры
Редакция предполагала привлечь к написанию повести 10—12 известных советских писателей-фантастов с тем, чтобы каждый по очереди написал по одной главе. Предложенные условия игры состояли в следующем:
а) каждый предыдущий «игрок» не знает, что будет писать последующий; 

б) нельзя убивать сразу всех героев; 

в) следует даже на журнальных страницах избегать возможности непосредственного соприкосновения с антимиром (аннигиляция — страшная штука!); 

г) писать надо интересно, но понятно.

## Сюжет
Пятеро жителей Претории (Южно-Африканская Республика): ученый-физик Йен Абрахамс, журналист Дик Мэллори, рабочий-негр Виллиам Йориш, «Мисс Претория» Фрона Мэссон, биржевой игрок Питер Брейген — попав под загадочное космическое излучение, внезапно приобретают сверхъестественную способность — предвидеть будущее.
Мэллори, опубликовав скандальную статью про аферы кампании «Африкандер Миннерс», попадает под прицел нанятых через Брейгена киллеров. Ему удается объединиться с Абрахамсом и Йоришем и бежать из страны во Францию. Здесь Абрахамс помогает профессору Жану Карне спасти от гибели французский космический корабль «Лютеция», направляющийся к Венере. «Лютеция» успешно добирается до цели, но здесь сталкивается с таким количеством загадочных явлений, что никак без советской помощи не обойтись. Экипаж решает дождаться прилета советской экспедиции.
Тем временем Брейген привлек на свою сторону Фрону Мэссон и связался с некоей западной разведкой, которая направила парочку шпионов в СССР, чтобы «вызнать конструкцию новейшего ракетного двигателя у русских». Пока Фрона соблазняла русского ученого Александра Воинова, Брейген шарил по его записям.
Воинов пригласил Абрахамса для совместной работы в Советский Союз. Однако и здесь в Сибири его достал убийца-агент иноразведки, всадив пулю. Мэллори, пытаясь предупредить Абрахамса об опасности, тоже примчался в СССР, но опоздал. Пытаясь разоблачить Брейгена, он тоже «нарвался на пулю». Однако Йен успел поговорить по душам с матерью Воинова — ученой-биологом Заирой Дзаховой, которая начала осуществлять проект «Ясновидение» по искусственному приданию людям этой способности. И в первой группе экспериментально облученных, естественно, оказался и её сын. Получив новую способность, он разоблачает Брейгена и требует его немедленного отъезда за границу. Фрона, конечно влюбленная в советского ученого, остается. А на границе при прохождении таможенного контроля Брейгена обрабатывают «нейтрализатором Заировой», практически лишив способностей предвидения.
Йориш, заскучав в Париже, вернулся обратно в Африку. Здесь его попытался достать сотрудник западной разведки Спенсер, но немножко не успел — в джунглях негра растоптало стадо взбесившихся носорогов.
Фрона начала тяготиться своим даром и, разочаровавшись в жизни, самовольно прошлась через нейтрализатор, после чего вернулась в ЮАР к прошлой бездумной жизни светской красотки.

## Авторы
- Глава 1. Михаил Емцев и Еремей Парнов
- Глава 2. Александр Мирер
- Глава 3. Ариадна Громова
- Глава 4. Анатолий Днепров
- Глава 5. Наталья Соколова
- Главы 6—7. Север Гансовский (по решению участников написал две главы[2])
- Глава 8. Владимир Григорьев